# Hencfalva
Hencfalva (1899-ig Henczócz, szlovákul: Hencovce) község Szlovákiában, az Eperjesi kerület Varannói járásában.

## Fekvése
Varannótól 2 km-re délkeletre, az Ondava jobb partján fekszik.

## Története
A falut 1280-ban Henc comes vette meg, róla nevezték el. Az évszázadok során a csicsvai váruradalomhoz tartozott. Egy 1493-as adat szerint a faluban malom is működött. 1550-ben határában szőlőt termeltek. A község lakói főként mezőgazdasággal foglalkoztak.
A 18. század végén Vályi András így ír róla: „HENCZÓCZ. Tót falu Zemplén Várm, földes Urai Szirmay Uraság, lakosai katolikusok, és evangelikusok, fekszik Hoszszú mezőhöz közel, Ondova vizének bal partyán, térséges határja két nyomásbéli, igen jó, erdőjök nem lévén, fát nagy fáradsággal szereznek.”
Iskolája 1816 előtt létesült.
Fényes Elek 1851-ben kiadott geográfiai szótárában így ír a faluról: „Henczocz, tót f., Zemplén vmegyében, Varanó fil., 440 kath., 257 evang., 14 zsidó lak., 481 h. szántófölddel, jó rétekkel, erdővel. Ut. p. Vecse.”
1885-ben földrengés rázta meg a települést, majd 1896-ban árvíz öntötte el.
Borovszky Samu monográfiasorozatának Zemplén vármegyét tárgyaló része szerint: „Henczfalva, előbb Henczócz. Ondavamenti tót kisközség 143 házzal s 743 lakossal, kiknek nagyobb része római katholikus. Postája és távírója Varannó, vasúti állomása Őrmező. E község már 1363-ban szerepel, még pedig mai, visszamagyarosított Henczfalva nevén. A csicsvai vár tartozéka volt s a Rozgonyiak, majd a Báthoryak, a Soósok és a Nyáryak voltak az urai. Ez utóbbiak kihaltával a Drugetheké, azután a Barkóczyaké lett. Annak idején a cseh huszita rablóktól ez a falu is sokat szenvedett. 1714-ben Péchy Magdolna, Ghillányi György, báró Szirmay Péter s a varannói pálosok vannak említve birtokosaiként. 1730-ban a 'Sennyey báróknak is van benne részük, a XVIII. század végén pedig a Szirmayak és a vallásalap birtoka, a mikor itt az Ondaván kőhid vezetett át, mely az inségesebb felső vidékkel kötötte össze. Erre a hídra vonatkozott a zemplénieknek az a jó tanácsa, »hogy a henczóczi kőhídon túl ne menj házasodni«. Ma nincs nagyobb birtokosa. Róm. kath. temploma 1779-ben épült, de 1885-ben, földrengés következtében, nagyon megrongálódott.”
1920 előtt Zemplén vármegye Varannói járásához tartozott.
1948-1955-ben a község határában papír- és cellulózgyárat építettek.

## Népessége
| Év:            | 1994. | 2004. | 2014.   | 2024.   |
| -------------- | ----- | ----- | ------- | ------- |
| Emberek száma: | 0     | 1259  | 1341    | 1340    |
| Eltérés:       |       | –     | +6,51 % | -0,07 % |

| Év:            | 2023. | 2024.   |
| -------------- | ----- | ------- |
| Emberek száma: | 1315  | 1340    |
| Eltérés:       |       | +1,90 % |

1910-ben 716, túlnyomórészt szlovák lakosa volt.
2001-ben 1218 lakosából 1195 szlovák és 15 cigány volt.
2011-ben 1300 lakosából 1258 szlovák és 8 cigány.

## Nevezetességei
- Modern evangélikus temploma 1998-ban épült.